# Luc-sur-Orbieu
Luc-sur-Orbieu è un comune francese di 1 002 abitanti situato nel dipartimento dell'Aude nella regione dell'Occitania.

## Società

### Evoluzione demografica
Abitanti censiti